# Aristeus antennatus
Espèce
Aristeus antennatus, appelée Crevette rouge, est une espèce de crustacés décapodes. 

## Caractéristiques
Elle mesure jusqu'à 220 mm de long pour les femelles, les mâles étant généralement un peu moins grands. On rencontre cette espèce dans les fonds vaseux entre 200 et 800 m de profondeur de l'Atlantique, du Golfe de Gascogne aux îles du Cap Vert, ainsi que dans toute la mer Méditerranée.
Noms vulgaires : en anglais : red shrimp, en allemand : afrikanische Tiefseegarnele, en espagnol : gamba roja, en italien : gambero rosso.